# Erdzither
Die Erdzither, englisch ground zither, französisch cithare en terre, ist ein einfaches Saiteninstrument, bei dem eine einzelne Saite über einen mittigen Steg (Holzstab) oder über zwischen zwei in den Erdboden gesteckte Pfosten gespannt und in beiden Formen an den Enden am Boden verankert ist. Eine in der Mitte ausgehobene Grube, die als Resonanzkörper dient, ist mit einem Holzbrett, einem Rindenstück, einem Palmblatt oder einem anderen als Membran dienenden Material abgedeckt. Der Holzstab oder eine kurze Schnur zwischen der Saitenmitte und der Membran überträgt die Schwingungen der beiden durch Anschlagen der Saite hervorgebrachten Grundtöne. Die gemäß der Schallerzeugung mit den Resonator-Musikbögen verwandte Erdzither gehört instrumentenkundlich zu den Brettzithern und steht wie der Erdbogen am Ursprung der geschichtlichen Entwicklung der Saiteninstrumente. 
Erdzithern sind regional aus Zentralafrika, Madagaskar und Südostasien bekannt und werden hauptsächlich noch in Vietnam gespielt, wo beide Formen unter dem Namen trống quân vorkommen.

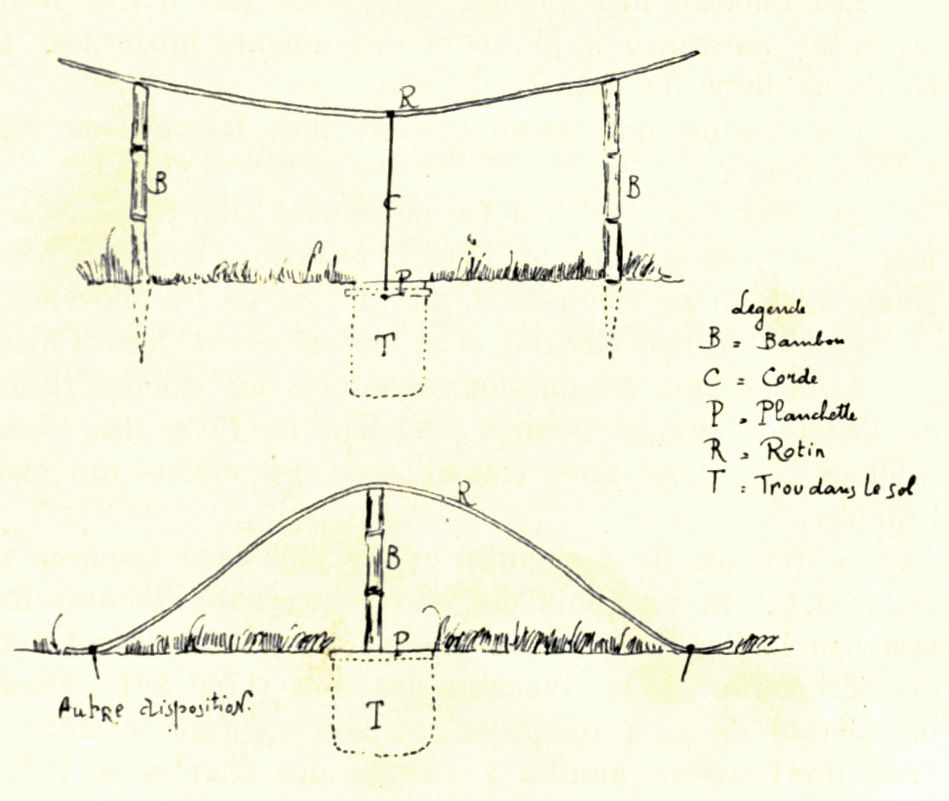
Oben Erdzither Typ 3: Eine Schnur verbindet Saite und Membran über dem Erdloch. Unten Typ 2: Ein Stab ist zwischen Saite und Membran eingeklemmt. Skizzen der vietnamesischen Erdzithern trống quân von Gaston Knosp, 1912.

## Herkunft und Bauform
Seit den ältesten bekannten Höhlenmalereien vom Beginn des Jungpaläolithikums vor über 40.000 Jahren in den Höhlen im Maros-Pangkep Karst auf der indonesischen Insel Sulawesi wurden auf den Höhlenwänden hauptsächlich Jagdtiere dargestellt. Die frühere Ansicht, diese seien als Jagdmagie zu interpretieren, wird heute angezweifelt, auch wenn die Sinnfrage solcher Malereien weiterhin mit der Suche nach ihrem mutmaßlichen Nutzen verknüpft wird. Aus derselben Zeit sind die ältesten identifizierbaren Musikinstrumente – Flöten aus Tier- oder Vogelknochen mit mehreren Fingerlöchern – überliefert. Für die Einführung der paläolithischen Musikinstrumente wird nach allgemeiner Ansicht ein Entwicklungsmodell vorgeschlagen, wonach generell Nützlichkeitsüberlegungen im Vordergrund standen. Demnach hatten alle Musikinstrumente primär mit der Ausübung der Jagd zu tun, entsprachen also in ihrer Form Waffen (Jagdbogen – Mundbogen), dienten den Jägern als Verständigungsmittel über größere Entfernungen (Tierhörner), sollten Tierstimmen imitieren (wie die Gefäßflöte), um Tiere anzulocken oder um Tiere zu erschrecken (wie das Schwirrholz), damit sie in eine Falle laufen.
Die für Erdbögen und Erdzithern als Resonanzraum fungierenden Erdlöcher entsprechen den Gruben von Tierfallen und die Saite oder Schnur, die bei beiden Instrumenten in der Mitte der labilen Membran befestigt ist, könnte auch so angebracht gewesen sein, dass das Tier bei Kontakt die Schlinge löst und durch die Abdeckung in das Erdloch einbricht. Dennoch ist nicht auszuschließen, dass Musikinstrumente zuerst bei magischen Ritualen gebraucht wurden, da zeremonielle Bestattungen mutmaßlich ebenfalls bereits vor 30.000 bis 50.000 Jahren stattfanden. Eine solche Theorie mit drei Entwicklungsschritten vertritt Erich Moritz von Hornbostel (1933): „Es dürfte schwer fallen, einen Klangerzeuger zu finden, der nicht ursprünglich eine rituelle oder magische Bedeutung besaß, und der nicht für eine unbestimmte Zeit als weltliche Unterhaltung für Erwachsene diente, bevor er schließlich zu den Kindern überging.“
Curt Sachs (1929, gekürzt 1940) teilt die Musikinstrumente nach ihrem Alter in drei Schichten ein, gemessen an ihrer Häufigkeit und Verbreitung. Hierfür verwendet er das Bild eines in einen See geworfenen Kieselsteins. Die erste von einer Reihe kreisförmiger Wellen ist die höchste und bewegt sich am weitesten von ihrem Zentrum entfernt. Demnach hat sich die älteste (paläolithische) Schicht der Musikinstrumente praktisch weltweit verbreitet, gefolgt von den in mehreren Kontinenten, aber nicht allgemein vorkommenden Instrumenten. Zu dieser mittleren Schicht zähl Sachs neben Schlitztrommel, Stampfrohr und Schneckenhorn auch Erdbogen, Erdzither und Musikbogen.
Ein weiteres Kriterium neben der geographischen Verbreitung, um das Alter eines Musikinstruments einzuschätzen, ist die Einfachheit seiner Konstruktion und der damit produzierten Musik. Demnach müsste beispielsweise die idiochorde Bambusröhrenzither (wie die nordostindische gintang), bei der die Saite aus demselben Material wie der Saitenträger besteht (idiochord), weil sie mit einem Messer aus seiner Oberfläche herausgelöst wurde, zu den ältesten Musikinstrumenten gehören. Dies hält Hornbostel (1933) für nicht plausibel, weil eine solche Konstruktion nicht als Jagdbogen gebraucht werden kann und sich folglich auch der Mundbogen nicht aus einem Saiteninstrument mit starrem Saitenträger entwickeln konnte. Für die im Einzelnen komplexe Weiterentwicklung und Unterscheidung von Mundbögen und Musikbögen sieht Curt Sachs (in Geist und Werden der Musikinstrumente, 1923) für den Resonator-Musikbogen den Ursprung bei der Erdzither und beim Schlagbrett.
Die Erdzither ist die einfachste und wohl älteste aller Brettzithern, falls der Erdboden als „Brett“ verstanden wird. Drei Typen von Erdzithern werden unterschieden:

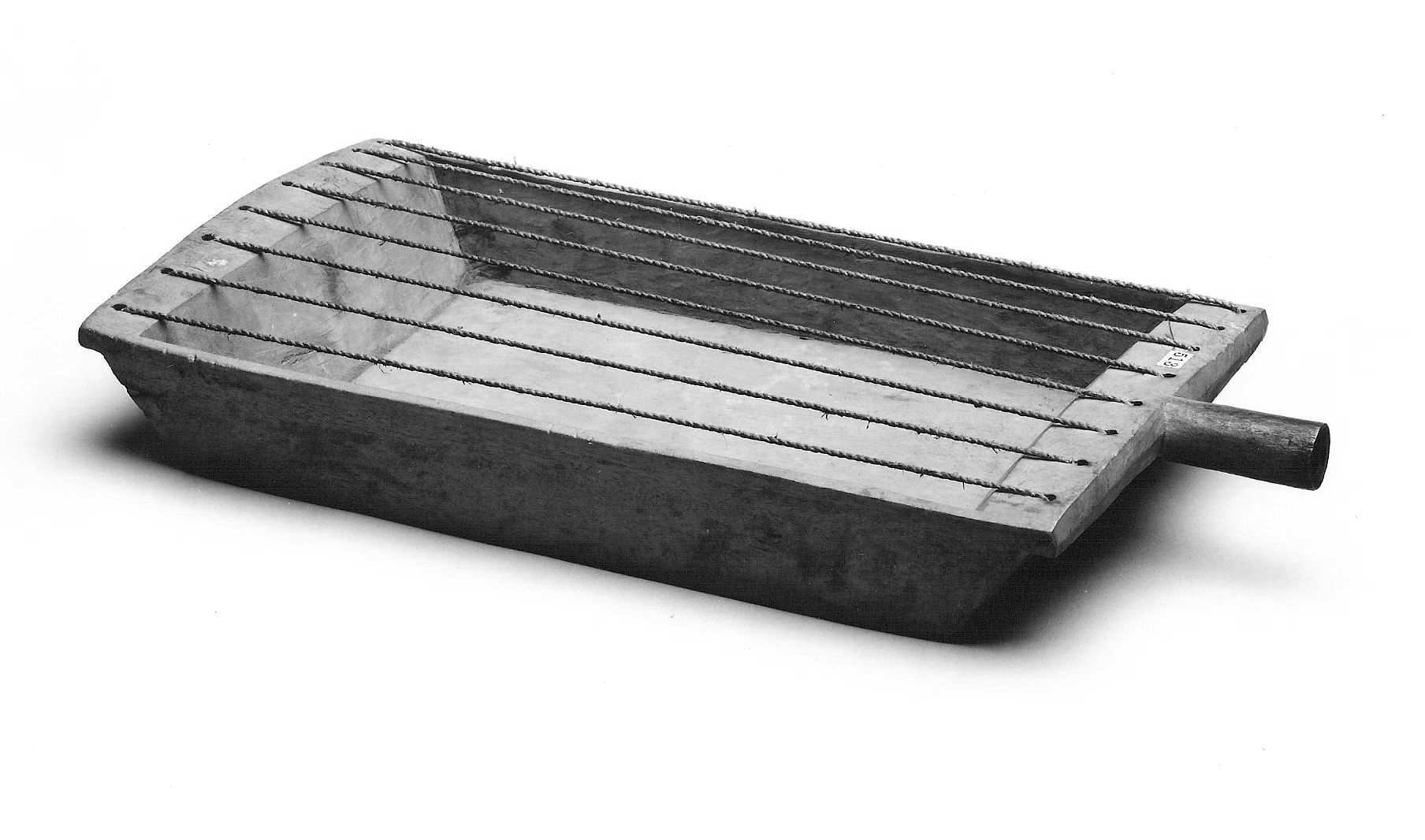
Trogzither aus der Demokratischen Republik Kongo, Ende 19. Jahrhundert. Entspricht dem Typ 1 der Erdzither.

- Typ 1: Die Erdzither besteht in ihrer einfachsten und wohl ältesten Form aus mehreren parallelen Pflanzenfasersaiten, die über ein Erdloch gespannt und an den Rändern am Boden befestigt sind. Diese Anfang des 20. Jahrhunderts auf Java und bei den Bubi auf der zu Äquatorialguinea gehörenden Insel Bioko (damals  Fernando Póo) beschriebene Erdzither besaß keine Membran über dem Erdloch und diente als Kinderspielzeug. Nach Beobachtungen von Oskar Baumann (1888) kannten die Bubi keine auf dem Festland verbreiteten Membranophone und Schlitztrommeln, aber einen Mundbogen, dessen Saite sie mit einem Stäbchen anschlugen.[7]

- Typ 2 (Mittelstabspannung): Bei der weiteren Entwicklung der Erdzither wird die Saitenschwingung von der Mitte der Saite über einen kurzen Stab auf die Membranabdeckung auf dem Erdloch übertragen. Diese Form gab es auf der indonesischen Insel Madura, auf der Malaiischen Halbinsel, in Vietnam und auf Madagaskar. Die Besonderheit der auf Madagaskar von der Volksgruppe der Merina unter dem Namen amponga fandrotrarana („Quecken-Gras-Trommel“) früher gespielten Erdzither sind zwei Erdlöcher nebeneinander. Das einzige andere Gebiet, in dem eine solche Erdzither mit zwei Erdlöchern vorkam, war[8] die Insel Madura an der Nordküste von Java.[9] Curt Sachs (1938) verweist auf das gemeinsame Vorkommen eines ungewöhnlichen Instrumententyps auf Madagaskar und Madura vor dem Hintergrund eines seit dem 1. Jahrtausend zu beobachtenden Kulturtransfers vom Malaiischen Archipel nach Madagaskar. So kam etwa die madegassische Bambusröhrenzither valiha von dort.

- Typ 3 (Doppelstabspannung): Der dritte, ausgereifteste und damit Curt Sachs zufolge der jüngste Erdzithertyp besteht aus einer langen Saite, die über zwei entfernte Pfosten gespannt und dahinter am Boden befestigt ist. Ungefähr in der Mitte wird die Saite durch eine an der Membran befestigte Schnurschlinge etwas nach unten gezogen. Die Membran aus einem flexiblen Material (Rindenstück, Palmblätter) deckt das Erdloch ab und wird am Rand mit Steinen beschwert. In beiden klassischen Formen wird die Erdzither heute noch in Vietnam verwendet.

Hornbostel erkennt eine strukturelle Beziehung zwischen der über zwei Pfosten dicht über dem Boden horizontal gespannten Erdzither und einem an zwei Schlingen horizontal aufgehängten Schlagbalken, der aus einer sehr alten Kulturschicht stammen soll. Eine hypothetische Zwischenstufe sei ein langes Bambusrohr, das auf zwei gegabelten Pfosten dicht über dem Boden und neben einem Erdloch ruht. Bei dieser Anordnung ist das Erdloch mit einem Brett überdeckt, auf dem mit den Füßen gestampft wird. Aus dem festen Brett wird demnach mit fortschreitender Entwicklung eine flexible Abdeckung und aus dem festen Bambusrohr ein biegsamer Stab, der nun über dem Erdloch angeordnet ist. In diesem Modell wird die in einer frühen Zeit eingeführte Schnurverbindung zwischen Abdeckung und Stab zu einer Stimmschlinge und zur ältesten Form eines Saiteninstruments.

## Weiterentwicklung

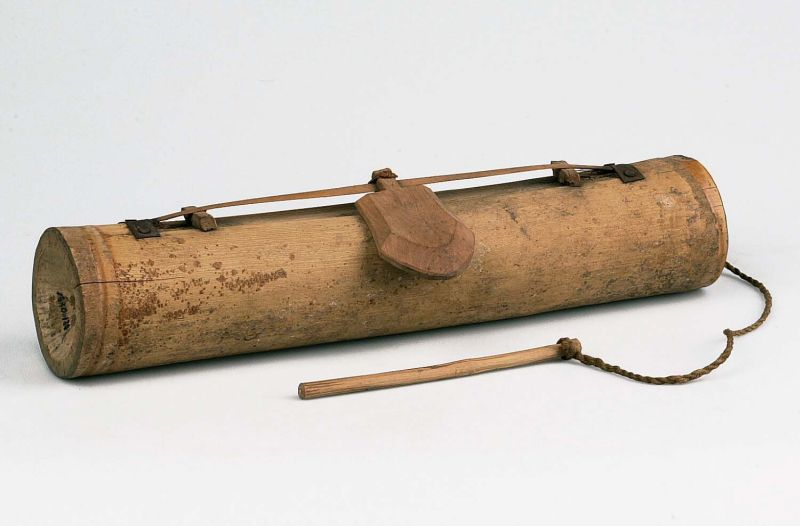
Einsaitige idiochorde Bambusröhrenzither guntang aus Bali, Indonesien. Tropenmuseum Amsterdam, vor 1939.

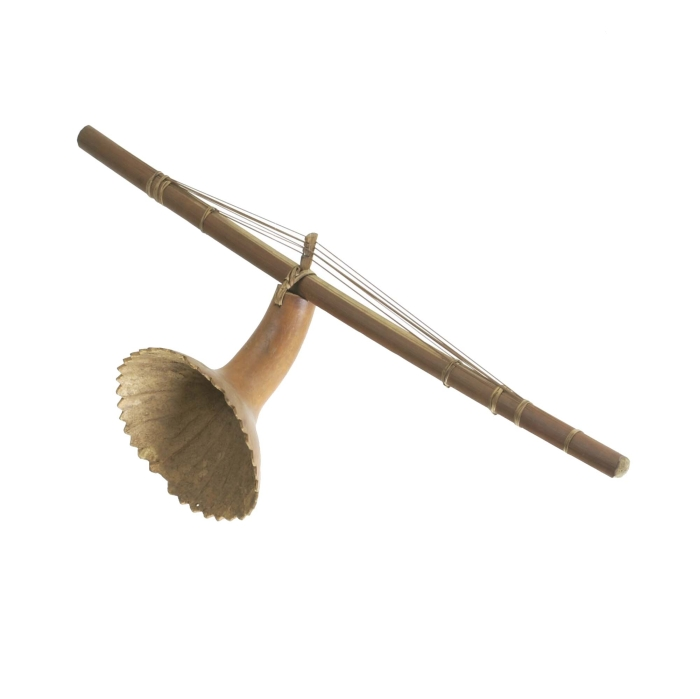
Kerbstegzither der Fang in Kamerun vom Typus der mvet aus Raphia mit vier idioglotten Saiten und einer Kalebasse als Resonator. Länge etwa 110 cm, vor 1956.

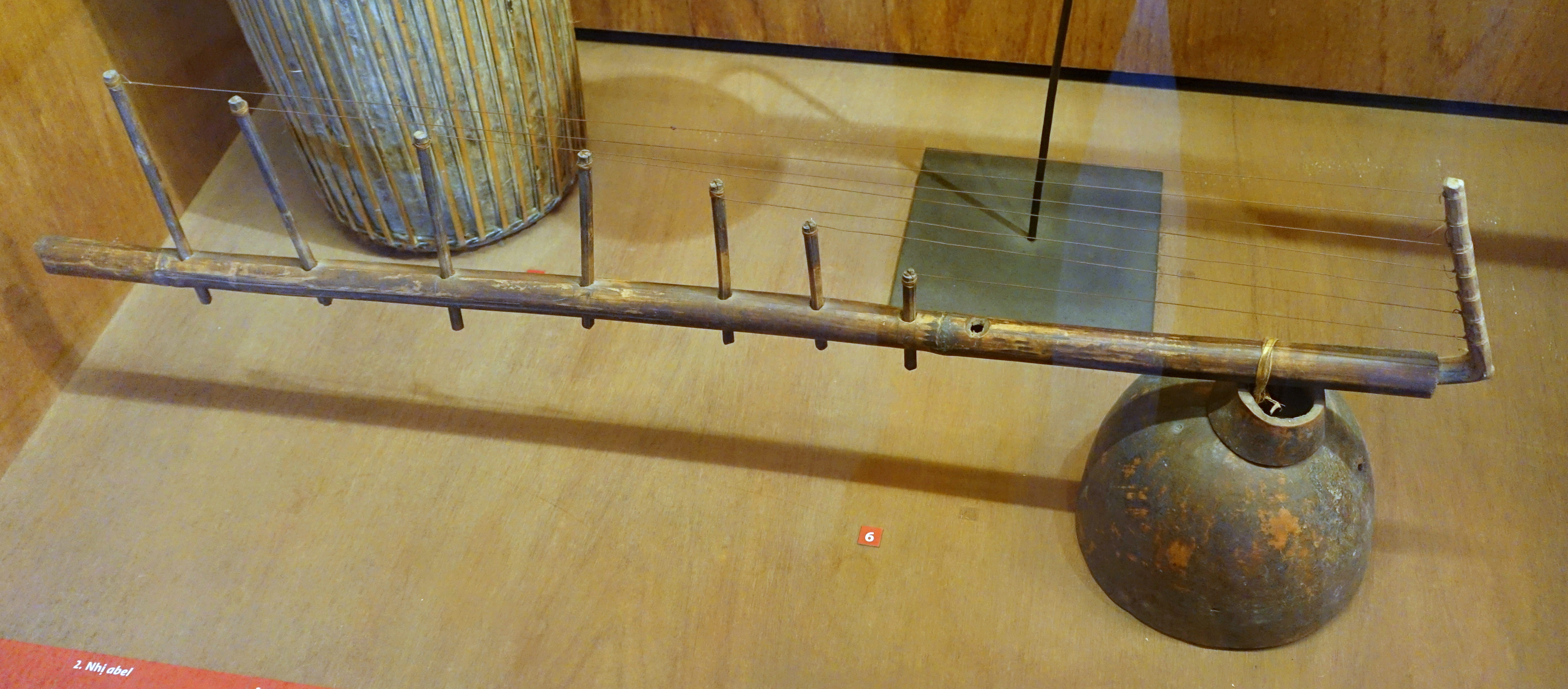
Siebensaitige Bambusröhrenzither ding goong der Xơ Đăng (Sedang), einer ethnischen Minderheit in der Provinz Kon Tum im zentralvietnamesischen Bergland.

Mit Einfachheit als Kriterium ergibt sich für die Entstehung der Musikbogentypen nach Hornbostel die zeitliche Abfolge: 1) Am Anfang steht der Mundbogen ohne Stimmschlinge und Resonator, 2) derselbe Mundbogen mit einer Stimmschlinge zwischen Saite und Bogenstange, 3) ein Musikbogen, dessen Bogenstange in Kontakt mit einem am Boden liegenden Gefäß als Resonator gebracht wird und 4) ein Musikbogen mit fest verbundenem Kalebassenresonator. Daraus ergibt sich für Curt Sachs und Erich Moritz von Hornbostel der Typus (3) des Musikbogens als direkter Nachfolger der Erdzither. Strukturelle Gemeinsamkeiten der beiden Saiteninstrumente sind ihre Länge, ihre Position nahe und parallel zum Erdboden, der mittig unter der Saite befindliche Resonator (Gefäß – Erdloch) und das Anschlagen der Saite mit zwei Schlägeln, wobei sich dieser Musikbogentyp bereits von der als ursprünglicher betrachteten Ortsgebundenheit befreit hat und – falls er nicht gerade gespielt wird – transportabel geworden ist. Die Mundbogentypen erscheinen hierbei als indirekte Nachfahren. Die Verbindung von Erdzither und Musikbogen in diesem Modell setzt stillschweigend voraus, dass die Erdzither an die erste Stelle bei der Entstehung der Saiteninstrumente gesetzt wird.
An den Ursprung einer speziellen Instrumentengruppe, der Kerbstegzithern, stellt Curt Sachs einen idiochorden Musikstab, bei dem die Saite aus der oberen Schicht eines stabförmigen Saitenträgers herausgeschnitten und in der Mitte durch einen eingespannten Gegenstand (Steg) auf Abstand gehalten wird, sodass der Saitenträger eine leichte Krümmung erhält. Für das hohe Alter dieses Saiteninstruments spricht die große Länge, das völlige Fehlen eines Resonators und die einzelne Saite. Da bei dieser Konstruktion der mittige Abstandshalter zwingend erforderlich ist, während er bei der Erdzither nur bei Typ (2) hinzukommt, könnte er für die idiochorche Saite erstmals eingeführt worden sein. Ein solches Instrument ist aus Togo und vom Sepik in Neuguinea bekannt. Die für die Musik Neuguineas äußerst seltene idiochorde Stabzither besteht aus der kräftigen Blattrippe einer Sagopalme, aus der ein schmaler Streifen der Epidermis als Saite herausgeschnitten wurde. Zwischen Blattrippe und Saite ist in der Mitte ein kleiner Stein eingeklemmt oder ein kleiner Stab. Weil dieses Instrument keinen Resonator hat, wird die Saite quer mittig in den Mund genommen, um den schwachen Ton etwas zu verstärken. Der Spieler schlägt mit einem dünnen Stab auf die Blattrippe. Werden bei dieser Grundform mehrere Saiten verwendet und in der Mitte des Saitenträgers in unterschiedlicher Höhe über einen senkrecht aufgestellten Steg geführt, so ergibt sich eine Kerbstegzither, die in ausgereifter Gestalt mit mehreren Kalebassenresonatoren in Westafrika als mvet vorkommt.
Die Gruppe der Brettzithern, zu denen die Erdzithern klassifiziert werden, besteht aus einem meist rechteckigen Brett, über das in Längsrichtung mehrere Saiten gespannt werden. In der Praxis wird eine lange Saite zwischen einer Reihe von Einkerbungen oder Bohrlöchern an beiden Seiten hin- und hergeschlungen. Einfache Brettzithern – wie die bangwe in Malawi – sind überwiegend in Ost- und Zentralafrika verbreitet. Ist das Brett die Decke auf einem Resonanzkasten, gehört das Instrument zu den Kastenzithern.
Verlaufen mehrere Saiten nicht flach über ein Erdloch, sondern über eine rechteckige hölzerne Schale als Resonanzkörper, so ergibt sich eine für Ostafrika typische Trogzither wie die in Burundi und angrenzenden Regionen vorkommende inanga mit häufig acht Saiten. Bei der sechssaitigen Trogzither ligombo im Westen Tansanias wird die Holzschale zur Klangverstärkung zusätzlich auf die Öffnung einer topfförmig aufgeschnittenen Kalebasse gelegt. Eine nur in Westafrika vorkommende Entwicklung zu mehrsaitigen Instrumenten sind die Rahmenzithern, die aus drei zu einem Dreieck verbundenen Stäben und einem Kalebassenresonator bestehen.
Eine archaische und der Erdzither nahestehende Form ist auch der große südindische Musikbogen viladi vadyam, der beim Spiel zur Schallverstärkung auf einen großen Tontopf gelegt und dessen Saite von den Sängern der Volksliedgattung Villu Pattu mit Stöcken geschlagen wird. Die Saite an einem biegsamen Stab lässt sich nur ungenau auf eine bestimmte Tonhöhe stimmen, weshalb ein halbstarrer (nur an einem Ende etwas elastischer) Saitenträger eine Entwicklung darstellt. Ein solcher weit verbreiteter Instrumententyp, der über die idiochorde Stabzither das Prinzip der Erdzither weiterführt, ist die heterochorde Stabzither (oder der Musikstab) mit einem am Stab befestigten Resonator, die in Indien in einer abgelegenen Region als tuila erhalten blieb und den letzten Überrest einer altindischen Tradition darstellt. In Bauform und Spielweise ist mit ihr unmittelbar die kse diev in Kambodscha und ohne direkte Beeinflussung die mvet in Kamerun verwandt. Eine über die Malaiischen Inseln und Madagaskar führende Verbindung besteht mutmaßlich zwischen den indischen Stabzithern und der ostafrikanischen Plattstabzither zeze, die wohl wiederum die madagassischen Stabzithern beeinflusste.
Zu einer weiteren Verbreitung führte der Typus der idiochorden Bambusröhrenzither, bei der die Saite von zwei an den äußeren Befestigungspunkten untergeschobenen flachen Hölzchen als Sattel parallel angehoben wird. Einzig die Röhre sorgt für eine Schallverstärkung, ein angesetzter Resonator fehlt. Eine solche einsaitige Zither bei den Fang in Kamerun mit dem Namen medzang me bongo („Knaben-medzang“, eigentlich ein Xylophon) bezeichnet Hornbostel (1913) als „wohl die älteste Form der Zithern“. Die Stabzither besteht aus einem längs halbierten Raphiablattstiel mit einem aus der Epidermis herausgelösten Streifen, der an den Enden durch Umwicklungen befestigt ist und durch zwei untergeschobene Palmnüsse vom Stab abgehoben wird. Mit einem anderen Raphiablattstiel schlug ein Junge die Saite, während ein zweiter diese mit einer aufgedrückten Schneckenschale verkürzte. Dass die Zither nur von Kindern gespielt wurde, gilt als weiterer Hinweis auf ihr hohes Alter.
In größerer Vielfalt kommen Bambusröhrenzithern auf den Malaiischen Inseln bis zu den Philippinen vor. Ein einsaitiges Instrument auf der Insel Bali ist die guntang, die javanische Variante gumbeng besitzt zwei Saiten. Die philippinische kolitong besitzt sechs idiochorde Saiten. Eine wesentlich verfeinertere Ausführung mit mehreren heterochorden Saiten ist die sasando weiter östlich auf den Kleinen Sundainseln. Von den Malaiischen Inseln haben sich die idiochorden Bambusröhrenzithern über Nordostindien (gintang und chigring) bis nach Nepal (yalambar) ausgebreitet. Große aus halbierten Bambusröhren gefertigte Zithern (Halbröhrenzithern) erscheinen als mutmaßliche Vorläufer der ostasiatischen Wölbbrettzithern (guzheng in China, wagon in Japan).

## Verbreitung

### Zentralafrika
Zu den vereinzelt in Zentralafrika gefundenen Erdzithern gehört die kudrekene, die in der Demokratischen Republik Kongo von Dakoid-Sprechern, Momvu, Balese und Logo im Nordosten sowie von Lomongo im Norden verwendet wird. Das Erdloch der kudrekene wird 25 bis 30 Zentimeter tief ausgegraben und misst 20 Zentimeter im Durchmesser. Das darüber gelegte Rindenstück wird mit Pflöcken am Boden befestigt. In der Mitte des Rindenstücks steckt ein senkrechter Stab, über den eine Saite hinwegführt, die an beiden Enden am Boden fixiert ist. Der Stab teilt die Saite nicht genau in der Mitte, sodass zwei unterschiedliche Tonhöhen produziert werden können. Auf jeder Seite schlägt ein Junge mit zwei Stöcken die Saite. Weitere Namen für die Erdzither im Kongo lauten kakalari (bei den Logo), nedongu und kuzegene (bei den Mangbetu im Nordosten), tindi de kileru, kudrugu und kikilo. Ansonsten gehören auch Erdbögen zur großen Zahl von Saiteninstrumenten im Kongo.
Günter Tessmann (1928) erwähnt die Existenz von Erdzither, Erdbogen und der Bogenharfe ngombi mit einer Resonanzdecke aus Tierhaut bei den Mbaka im Grenzgebiet von der Zentralafrikanischen Republik und dem Kongo.
Die dzi-dzingba ist eine von Kindern der nilotischen Ethnie Kakwa im Nordwesten von Uganda und angrenzenden Gebieten gespielte Erdzither mit einer etwa zwei Meter langen Saite aus einem festen Gras gleichen Namens. Außer dem mittleren Steg über der Grube werden zwischen den beiden Saitenhälften noch zwei weitere Stege aufgestellt, um die Grassaite in vier Segmente zu unterteilen. Vier Jungen mit jeweils zwei Stöcken schlagen nun auf ihr Segment der Saite.
Erdzithern mit Mittelstabspannung (Typ 2) gab es außerdem auf der Insel Bioko.

### Madagaskar
In Madagaskar bezeichnet amponga allgemein Schlaginstrumente wie die große zweifellige Zylindertrommel amponga be, die Zylindertrommel amponga ntaolo („Ahnentrommel“) und die kleine Kesseltrommel amponga vilani, ferner die Erdzither amponga tany („Erdtrommel“) oder bei den Merina amponga fandrotrarana („Quecken-Gras-Trommel“). Die madagassischen Erdzithern besitzen zwei Erdlöcher im Abstand von 50 Zentimetern nebeneinander. Curt Sachs (1938) zitiert eine schriftliche Mitteilung von Raymond Decary. Demnach maßen die Erdlöcher etwa 20 Zentimeter im Durchmesser und ebenso viel in der Tiefe und waren mit einer Platte aus 2 bis 3 Zentimeter dickem getrocknetem Lehm abgedeckt. In der Mitte jeder Platte steckte ein 15 Zentimeter langer Holzstab. Über diese Stege verlief eine aus gebündeltem Queckengras bestehende Saite von 1 bis 1,5 Metern Länge horizontal bis zu kleinen Pfosten, mit denen die Saitenenden am Boden festgespannt waren. Kinder der Merina und Betsileo spielten diese Erdzither, indem sie die Saite mit den Fingern zupften.
Ferner wurde von einem Erdbogen in Madagaskar berichtet, den die Tanala, eine Ethnie im Südosten der Insel, pitikilangy nennen. Neben diesem Instrument mit einem 1,5 bis 2 Meter langen Ast als Saitenträger gab es in den ersten Jahrzehnten des 20. Jahrhunderts in der Gegend von Toliara noch einen kleineren Erdbogen mit einem 50 Zentimeter langen Saitenträger.

### Vietnam
Im Norden Vietnams werden Erdzithern vom Typ 2 und 3 zur rhythmischen Begleitung verwendet. Der volkstümliche Name (cái) trống quân („Trommel der Truppen“, „Militärtrommel“; cái ist ein vorangestellter Qualifikator und bedeutet etwa „Ding von...“) rührt vom trommelartigen Klang, den die geschlagene Saite produziert, weshalb auch die Wechselgesänge hát trống quân („Lieder der Militärtrommel“) heißen. Ein anderer Name ist trống đất („Erdtrommel“).
Als Saite dient nach der Beschreibung des belgischen Komponisten Gaston Knosp (1912) für beide Erdzithertypen ein vier Meter langes Rattanrohr mit einem Durchmesser von einem Zentimeter, das entsprechend Erdzithertyp 2 in der Mitte über ein senkrecht auf einem Brett über dem Erdloch stehendes Bambusrohr als Steg geführt und an den Enden am Boden fixiert wird. Das Rohr ist relativ fest, aber bei dieser Länge elastisch genug, um als Saite zu fungieren. Knosp beschreibt außerdem die damals wie heute verwendete Erdzither des Typs 3. Hierbei liegt das Rattanrohr an den Enden auf zwei senkrecht in den Erdboden gesteckten Bambuspfosten, die 60 Zentimeter aus dem Boden ragen. Auch hier dient eine Brettabdeckung über dem Erdloch als Membran. Eine Schnurschlinge verbindet die Mitte der Saite mit dem Brett. Ein junger Mann schlägt Knosp zufolge mit zwei Stöcken auf die tief klingende Saite und begleitet den Gesang eines Mädchens. Paul Collaer (1979) beschreibt den Typ 2 der vietnamesischen Erdzither, aber mit einer sechs bis zehn Meter langen Saite aus Rattan. Das auf dem Brett stehende Bambusrohr ist hier 50 Zentimeter lang und der Sänger schlägt die Saite beidseits etwa 20 Zentimeter vom Steg entfernt an.
Das Erdloch wird neben anderen Materialien häufig mit einer Blechplatte als Membran abgedeckt. Anstelle des Erdlochs wird auch ein Eimer verwendet, in dessen Deckel ein Bambusrohr steckt, über welches die Rattansaite gespannt ist. Als Resonanzkörper der trống quân kommt auch ein hölzernes Fass zum Einsatz, das mit dem offenen Boden über ein Erdloch gestellt wird. Die am Boden befestigte lange Saite verläuft über ein mittig auf dem Deckel stehendes, V-förmiges Aststück, das als Steg dient. Der Resonanzkörper kann ferner aus einem leeren Petroleumfass oder einem steinernen Mörser bestehen. Bei einer transportablen Version wird ein Brett über die Öffnung eines Tontopfes gelegt, ein Holzstück senkrecht in der Mitte des Brettes platziert und eine Schnur einmal über den Steg, um die Brettkanten und um den Topfboden herumgeführt. Dies ergibt ein Instrument mit zwei kurzen Saiten, die ebenfalls von einem Spieler mit zwei Stöcken geschlagen werden.
Die trống quân des Typs 2 dient traditionell zur Begleitung von allgemein quan họ genannten Wechselgesängen zwischen jungen Männern und Mädchen oder Frauen. Die beiden Gruppen sitzen sich auf Bänken gegenüber mit der trống quân zwischen ihnen am Boden ausgespannt. Ein junger Mann, der vorne an der Erdzither auf einem Stuhl sitzt, beginnt mit dem Gesang und stellt eine Frage, während er auf der Saite der Rhythmus schlägt. Es folgt die Antwort der ihm gegenüber sitzenden Sängerin, auf deren Frage wiederum der Sänger antworten muss. Wer bei diesem Wechselgesang von Frage und Antwort nicht mehr mithalten kann, scheidet aus, steht vom Stuhl auf und nimmt bei den Zuschauern Platz. Das nächste Gruppenmitglied setzt sich auf den Stuhl und führt den Wechselgesang weiter. Den Wettstreit hat die Gruppe gewonnen, der es gelungen ist, alle Sänger der anderen Gruppe zu schlagen. Die Schwierigkeit besteht darin, dass der jeweils nachfolgende improvisierte Vers sich auf den Vers der vorausgegangenen Gesangsstimme reimen und das Versmaß mit dem Schlagrhythmus der Erdzither übereinstimmen muss. Gefordert sind dichterisches Vermögen, Geistesgegenwart, ein gutes Gedächtnis und eine gewisse Gesangstechnik. Die Verse haben sechs oder acht Silben, falls erforderlich, können bestimmte bedeutungslose Silben hinzugefügt werden. Gesungen wird in einer für Nordvietnam typischen pentatonischen Skala nach chinesischem Vorbild mit den Tonstufen c–d–f–g–a ohne Halbtöne. Die vietnamesische Sprache kennt sechs Tonstufen, die bedeutungsentscheidend sind, woraus sich eine Sprechmelodie der Verse ergibt. Die Wechselgesänge werden traditionell in ruhigen Nächten zur Liebeswerbung vorgetragen oder huldigen der schönen Heimat. Manchmal werden Preise ausgelobt, gelegentlich findet unmittelbar nach einer Veranstaltung eine Verlobung statt.
Die vietnamesische Erdzither vom Typ 3 heißt in der Sprache der Mường, einer ethnischen Minderheit im nördlichen Bergland toòng tửng. Die Mường verwenden eine Erdzither, deren Saite über eine Reihe von mehreren, auf Erdlöchern aufgestellte Stangen hinweg gespannt ist, bei Festveranstaltungen und mit anderen Musikinstrumenten zusammen zur Gesangsbegleitung.

### Malaysia
Henry Balfour (1863–1939), der erste Kurator des Pitt Rivers Museum in Oxford, beschreibt 1904 einige Musikinstrumente seiner Sammlung, die aus Thailand und von der Malaiischen Halbinsel stammen. Bei einigen dieser Instrumente ist als Herkunftsort Kampong Jalor (ein Dorf im Bundesstaat Negeri Sembilan) angegeben. In diesem Ort gab es demnach eine Erdzither mit dem malaysischen Namen gendang batak. Woher der Name kommt, den Balfour auch für eine fünfsaitige Bambusröhrenzither angibt, ist unklar, denn gondang  Batak bezeichnet das aus einem Set der Buckelgongs ogung bestehende Zeremonialorchester der Batak auf Sumatra. Die skizzierte Erdzither („monochord“) besteht aus einer 190 Zentimeter langen Pflanzenfaser, die an 25 Zentimeter aus dem Boden ragenden Pfosten befestigt ist. Das Erdloch in der Mitte ist mit einer Matte aus Betelpalmfasern (upik) abgedeckt, auf der ein dünner Holzstab als Steg für die Saite aufgestellt ist. Das spielende Kind schlägt Balfour zufolge mit zwei Stäben aus Holz oder Rattan auf beide Saitenhälften und auch gegen den Steg.

### Indonesien
Ein ungewöhnliches Saiteninstrument der Insel Java, von dem Jaap Kunst in den 1920er Jahren erfuhr und das bis heute zum Einsatz kommt, ist der sawangan layangan (auch sundaren oder sundari, auf Bali guwangan), eine Art Äolsharfe wie die Drachenmusikbögen, die an einem Flugdrachen befestigt sind und durch Wind zum Klingen gebracht werden. Als sehr selten und nur vom Regierungsbezirk Demak bekannt erwähnt Jaap Kunst einen bei geheimnisvollen altindonesischen Ritualen verwendeten kleineren Musikbogen namens bajang kerek, dessen Saite mit dem Mund angeblasen wurde. 
Keine Aussage zur damaligen Verbreitung macht Jaap Kunst über die javanische Erdzither tiduran vom Typ 2, die aus einem Rattanstrang bestand, der mit Bambuspflöcken am Boden befestigt und in der Mitte von einem Holzstück als Steg angehoben wurde. Der Steg stand auf einer halben Kokosnussschale, die auf einer Bambusflechtmatte über dem Erdloch platziert war. Teilweise wurde ein Tontopf in das Erdloch gestellt. Der Erdbogen wurde mit zwei Stöcken geschlagen.
Eine kumbi-kumbi genannte Weiterentwicklung der Erdzither beschreibt Jaap Kunst von den Molukken. Dort wurde ein Bambusmusikbogen mit einer Metallsaite bespannt und mittig auf einem Resonanzkörper befestigt, der aus einer Baumrinde als Decke über einer halben Kokosnussschale bestand. Die horizontale Saite wurde mit einem Stock geschlagen.
Auf der Insel Madura gab es eine Erdzither vom Typ 2, deren Saite über zwei Stäbe auf jeweils einem Erdloch verlief und drei Töne produzierte.

### Philippinen

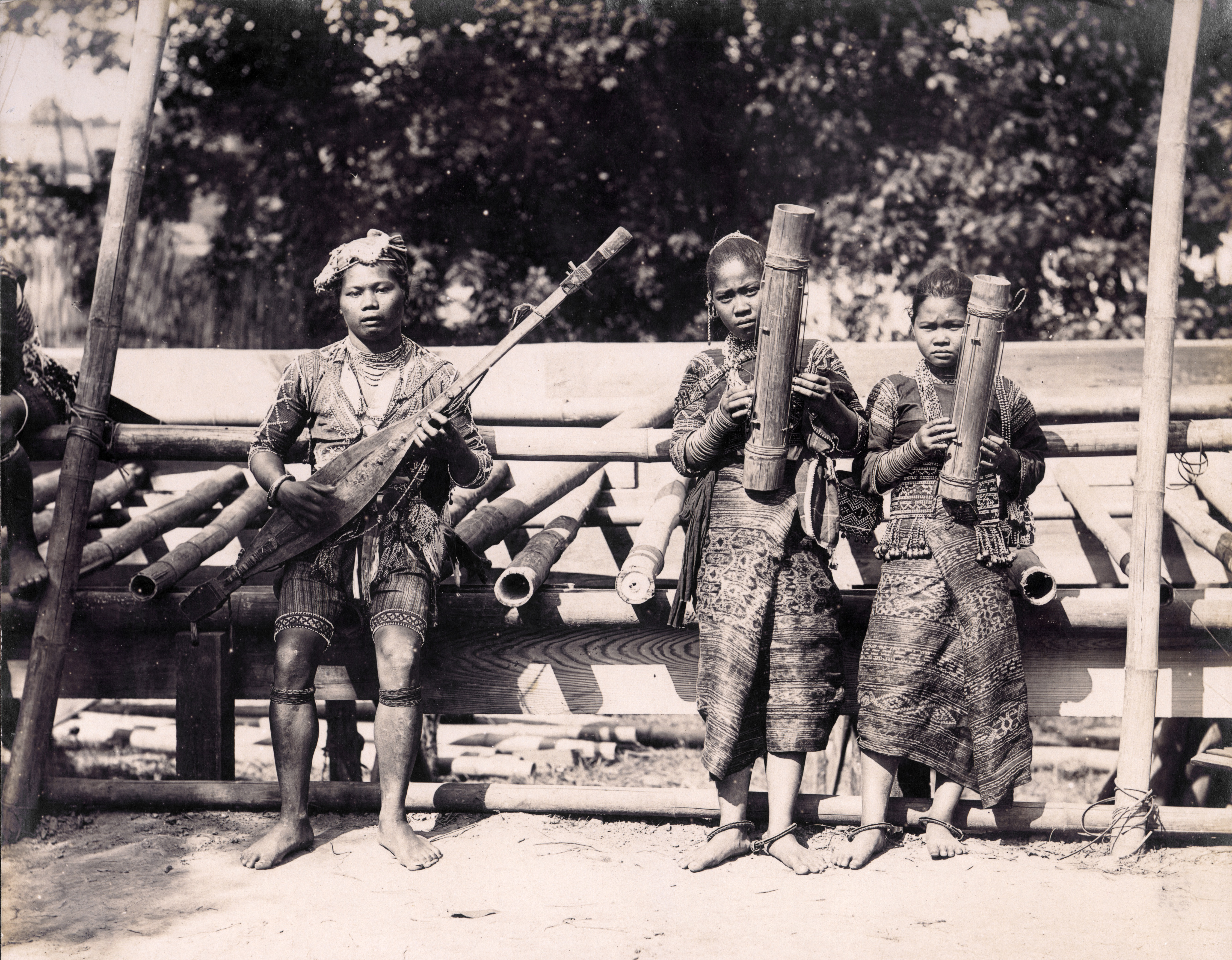
Bootslaute kutiyapi und zwei idiochorde Bambusröhrenzithern s’ludoy gespielt von zu den Lumad gehörenden Musikern aus der südphilippinischen Insel Mindanao bei der Louisiana Purchase Exposition in St. Louis, Missouri, 1904.

Heute bezeichnet das Ilokano-Wort kutibeng auf der Insel Luzon ein kleines Lauteninstrument, eine Variante der Ukulele europäischen Ursprungs, während im 19. Jahrhundert ein philippinischer Lautentyp so oder ähnlich geheißen haben könnte. Im 18. Jahrhundert, als der Augustiner Andrés Carro (1733–1806) ein Wörterbuch Ilokano-Spanisch verfasste (zusammengestellt 1792, veröffentlicht 1849) bezeichnete codiapi offenbar ein Lauteninstrument (namensgleich mit der heutigen zweisaitigen Bootslaute kutiyapi). Das Wort cutibéng übersetzt Carro jedoch als especie de tambor („eine Art Trommel“), die von Männern gespielt werde. Dann beschreibt Carro eine typische Erdzither: Ein Erdloch wird gegraben, ein Brett darüber gelegt und das Brett wird mit einer Saite verbunden.
Dass es in den nördlichen Philippinen Erdzithern gab, geht auch aus einer etwas jüngeren Beschreibung von Frances Densmore (1906) hervor. Ohne die Region oder den Namen des Instruments zu benennen, schreibt Densmore über „das wahrscheinlich primitivste jemals hergestellte Saiteninstrument“: Die Saite besteht aus einem rund 110 Zentimeter langen Bambusstreifen, dessen Enden um Steine gewickelt und fest in den Erdboden gedrückt sind. Etwa unter der Mitte der Saite befindet sich eine Grube, deren Rand mit Steinen eingefasst ist. Darauf liegt eine runde Blechplatte, auf der ein Stab steht, der den Steg für die Saite bildet, sodass die beiden Hälften der Saite Töne im Abstand einer großen Terz hervorbringen. Der Igorot-Junge, der dieses Instrument herstellte und darauf spielte, während er ein Lied sang, erklärte, es handele sich um „Knabenmusik“, so Densmore.
Nach einer weiteren Beobachtung um 1935 wurde die Erdzither vom Typ 2 mit zwei Stöcken geschlagen und besaß eine Membran über dem Erdloch aus einer Holzplatte oder einem Rindenstück.